# Amtsgericht Kaltennordheim
Das Amtsgericht Kaltennordheim (bis 1879 Justizamt Kaltennordheim) war ein von 1850 bis 1952 bestehendes Gericht der ordentlichen Gerichtsbarkeit mit Sitz in der thüringischen Stadt Kaltennordheim.

## Geschichte
In der Folge der Revolution von 1848 kam es zu einer Reform der Behördenorganisation im Großherzogtum Sachsen-Weimar-Eisenach. So wurden 1850 die noch teilweise aus dem Mittelalter stammenden Ämter abgeschafft und durch Bezirksdirektionen, Justizämter und Rechnungsämter ersetzt, ebenso wurden die letzten noch bestehenden Patrimonialgerichte aufgehoben. Für die Rechtsprechung auf dem Gebiet des aufgehobenen Amtes Kaltennordheim wurde das Justizamt Kaltennordheim geschaffen, dessen Sprengel folglich die Ortschaften Aschenhausen, Birx, Erbenhausen, Frankenheim/Rhön, Gerthausen, Helmershausen (mit Gereuth), Kaltennordheim, Kaltensundheim, Kaltenwestheim, Mittelsdorf, Oberweid (mit Anzenhof), Reichenhausen, Schafhausen, Unterweid, Wohlmuthausen und Zillbach umfasste. Zum 1. Januar 1873 erfolgte die Abgabe von Zillbach an das Justizamt Dermbach, als Ausgleich konnte vom selben Gericht der Ort Fischbach einverleibt werden. Mit Inkrafttreten des Gerichtsverfassungsgesetzes am 1. Oktober 1879 wurde das Justizamt in das Amtsgericht Kaltennordheim umgewandelt und gleichzeitig dem neu errichteten Landgericht Eisenach zugeordnet. Der Bezirk des Kaltennordheimer Gerichtes wurde dabei um die zum aufgelösten Justizamt Dermbach zählenden Orte Andenhausen, Brunnhartshausen (mit Mückenhof), Diedorf, Empfertshausen, Föhlritz, Klings, Neidhartshausen, Steinberg, Zillbach und Zella erweitert. Am 1. Januar 1903 wurden Frankenheim und Birx an das Amtsgericht Ostheim vor der Rhön abgegeben. Die im Zuge der Bildung des Freistaates Thüringen nötig gewordene Justizreform führte am 1. Oktober 1923 dazu, dass einerseits Helmershausen und Wohlmuthausen dem Amtsgericht Meiningen bzw. Zillbach dem Amtsgericht Wasungen zugeteilt wurden, während andererseits der bis dahin zum Amtsgericht Wasungen gehörende Ort Kaltenlengsfeld eingegliedert werden konnte.
Mit der Aufhebung des Landgerichtes Eisenach am 1. September 1949 wurde das Landgericht Meiningen die nächsthöhere Instanz. Genau einen Monat erweiterte sich der Kaltennordheimer Gerichtsbezirk noch einmal durch die Aufhebung des Amtsgerichts Stadtlengsfeld um die Gemeinden Bernshausen, Dermbach, Dietlas, Gehaus, Glattbach, Lindenau, Mebritz, Oberalba, Oechsen, Stadtlengsfeld, Unteralba, Urnshausen, Weilar und Wiesenthal. Am 1. Januar 1952 wurden das Amtsgericht Kaltennordheim dann selber aufgehoben und sein gesamter Bezirk dem Amtsgericht Bad Salzungen zugeteilt.